# Ćiril Brajša
Ćiril Brajša (Pazin, 26. ožujka 1889. – Zagreb, 22. prosinca 1977.), hrvatski skladatelj, brat pravnika i publicista Stojana Brajše, sin Matka Brajše Rašana.

## Životopis
Sam se podučavao glazbi. Prve poduke dao mu je otac Matko koji ga je uputio na skupljanje narodnih napjeva iz Istre i vođenje pjevačkih zborova. Maturirao u Pazinu na klasičnoj gimnaziji. Kao gimnazijalac bio u skupini domoljubne mladeži okupljene oko redovnika Fridolina Stöckla, koji je glazbom za pjevački i tamburaški zbor poticao narodnu svijest Hrvata u Istri. Stockl je Brajšu podučavao u glazbenoteorijskim disciplinama i sviranju orgulja. U Beču i Zagrebu studirao je pravo. Dok je studirao vodio je tamburaški zbor Djetićkog društva. Doktorirao pravo u Zagrebu. Radio je kao odvjetnik u tri grada. U Gornjoj Stubici 1919/20., zatim cijelo desetljeće provodi u Karlovcu te od 1930. do 1953. u Zagrebu. 
Ćiril Brajša pretežno je skladao crkvene zborne skladbe. Skladbe je u Zagrebu uvježbavala Ćirilova supruga Sofija. Autor je većine tekstova za svoje skladbe. Ostali dio njegova opusa čine prigodne pjesme i dječji igrokaz s pjevanjem koji je bio namijenjen priredbama Gospojinskog društva »Katarina Zrinska«.
Djela objavio u listovima Glasnik sv. Josipa i Naša Gospa Lurdska.
Autor je pjesme Mila majko nebeska, rado pjevane u crkvenim zborovima!